# Sede Nova
Sede Nova este un oraș în Rio Grande do Sul (RS), Brazilia.